# Bagnac-sur-Célé
Bagnac-sur-Célé település Franciaországban, Lot megyében. Lakosainak száma 1481 fő (2022. január 1.). Bagnac-sur-Célé Maurs, Saint-Santin-de-Maurs, Le Trioulou, Felzins, Linac, Montredon és Saint-Jean-Mirabel községekkel határos.

## Népesség
A település népességének változása:
| Lakosok száma | 1670 | 1724 | 1582 | 1551 | 1558 | 1504 | 1475 | 1467 | 1473 | 1481 |
|               | 1968 | 1982 | 1990 | 2006 | 2013 | 2015 | 2017 | 2019 | 2020 | 2022 |